# Maurolicus amethystinopunctatus
Maurolicus amethystinopunctatus és una espècie de peix pertanyent a la família dels esternoptíquids.

## Hàbitat
És un peix marí, d'aigües fondes i batipelàgic.

## Distribució geogràfica
Es troba a l'Atlàntic nord-oriental: les illes Açores.

## Observacions
És inofensiu per als humans.